# Cubel (kommunhuvudort)
Cubel är en kommunhuvudort i Spanien.   Den ligger i provinsen Provincia de Zaragoza och regionen Aragonien, i den centrala delen av landet, 190 km öster om huvudstaden Madrid. Cubel ligger 1 113 meter över havet och antalet invånare är 191.
Terrängen runt Cubel är kuperad åt nordväst, men åt sydost är den platt. Runt Cubel är det mycket glesbefolkat, med 4 invånare per kvadratkilometer. Närmaste större samhälle är Daroca, 18,7 km öster om Cubel. Trakten runt Cubel består till största delen av jordbruksmark.